# Семаргл (группа)
Semargl (Симаргл) — метал-группа из города Киева (Украина), основанная в 1997 году.
Первые работы группы тяготеют к стилю блэк-метал, последующие же имеют заметное влияние дэт-метала рядом с новаторскими элементами, а последний альбом соединяет thrash (аббр. — Tempo, High Rhythm, Attack, Speed, Horror), блэк-н-ролл и другие жанры в одном. Тексты затрагивают темы сатанизма, антихристианства, философии, войны.

## История

### Основание
История группы Semargl берёт своё начало в относительно далёком 1997 году, когда её создателем Rutarp’ом, помимо определения последующего направления творчества (melodic death/black metal), были сформированы основы её философии.
Постепенно набирая и укомплектовывая состав, уже в 1999 году Semargl записывают своё первое демо, состоящее из 4 песен и одного кавера на песню группы At The Gates.
Продолжая накапливать материал, но лишь спустя 3 года, Semargl создают вторую демозапись, которая также не была издана. Одна из четырёх песен этого демо («The Falling») позже будет перезаписана для дебютного альбома группы.
В 2003 году полностью формируется постоянный состав группы: Rutarp — вокал, Shaddar — гитара, Kirkill — бас, Equinox — барабаны, Shamala — клавишные, Morthvarg — гитара.
По мере присоединения к коллективу, каждый из его участников вносит свою лепту в общее звучание. Так благодаря Shaddar’у, происходит дополнительный уклон в сторону black metal, а фортепианные партии Shamala добавляют к жёсткой музыке особо приметную впоследствии мелодичность и атмосферность. Таким образом, Semargl с самого начала своего творческого пути не замыкаются в рамках одного жанра, но взамен банального смешивания и комбинирования стилей, привносит в них и новые элементы.

### Развитие
В мае 2004 года группа посещает польский город Белосток, где на студии Hertz (здесь ранее уже отметились Vader, Asgaard, Decapitated, Hate, Vesania…) работает над своим дебютным альбомом. «Attack On God», которому суждено было увидеть свет 16 апреля 2005 года на российском лейбле More Hate Productions, включает в себя 8 композиций, стиль которых колеблется от melodic black metal до brutal death metal со значительным влиянием клавишных. В основе лирики и пропаганды (с тех пор традиционная составляющая буклетов дисков) лежит философия, базирующаяся на принципах сатанизма, в его видении участниками группы. Вскоре после выхода этот альбом собирает множество лестных отзывов от отечественных и зарубежных критиков, в результате чего в 2006 году американский лейбл Deathgasm Records полностью выкупает права на издание диска в США, попутно снабжая его новым профессионально оформленным буклетом.
В 2005 году группу покидают Morthvarg и Shamala, а остальные участники не мешкая приступают к записи следующего альбома. «Satanogenesis» был записан в той же студии Hertz в мае 2005 года и несмотря на относительно небольшой период, прошедший после создания дебютника, второе творение значительно от него отличается: звук становится более сырым, сама музыка более быстрой, а лирика ещё более злой и богохульной. В окончательную версию альбома входят 13 композиций, в том числе несколько industrial/dark electro треков. По традиции, буклет диска содержит пропаганду. «Satanogenesis» также выходит на Deathgasm Records (США) 8 июня 2006 года, а спустя всего несколько месяцев группа отправляется в Германию для записи уже третьего по счёту диска.
На этот раз, запись, сведение и мастеринг альбома проводятся в Echolane Recording Studio (Bad Bergen, Германия) у звукоинженера Kai Schwerdtfeger. Записанный альбом, впоследствии озаглавленный, как «Manifest» (манифестация войны, как радикального метода решения проблем человечества) в музыкальном и идеологическом плане условно разделён на три логические части («Radius», «Eradication» и «Verdict») и содержит 13 треков, а также мультимедиа секцию с видеоклипом на песню «Selection».
На том этапе «Manifest» являлся высшим достижением группы, демонстрируя как высокое мастерство участников, так и их способность к грамотному воплощению своего творчества в записи. В музыкальном плане этот альбом уже значительно тяготеет к death metal, а в тематике, рядом с сатанизмом, появляются новые для группы военные мотивы.
Спустя почти год (29 августа 2007 года), «Manifest» успешно издаётся и распространяется лейблом Deathgasm Records (США).
Вслед за первым клипом, Semargl представляет видео на инструментальную композицию «The Manifest of War», которое является сиквелом предыдущего в плане его тематики. Также в интернете публикуется видеоролик с лозунгами и пропагандой к альбому «Manifest».
В 2007 году изменения состава всё ещё продолжаются: за барабанной установкой Equinox’а сменяет Erland и группу покидает басист Kirkill, его место занимает Hannibal, который впоследствии также становится вторым вокалистом группы, исполняя партии скриминга в новых песнях.
В 2008 году команда в роли хедлайнера проводит несколько выступлений на фестивалях в России и Украине, одновременно продолжая работать над материалом для следующего полноформатного альбома.

### Настоящее
В начале 2009 года Semargl подписывает контракт с немецким лейблом и дистрибьюторской компанией Twilight Vertrieb, тем самым открывая новый этап своего развития.
В 2010 году Semargl закончили работу над своим четвёртым альбомом «Ordo Bellictum Satanas», изданным на немецком лейбле Twilight Vertrieb . Запись диска проходила в киевской Blacklight Recording Studio. Также в записи приняли участие следующие гости: Jonny Maudling (Bal-Sagoth, My Dying Bride), Nera (Darzamat), Iscariah (Immortal, Dead To This World, Necrophagia), Novy (Dies Irae, Behemoth, Vader), Vrangsinn (Carpathian Forest, Nattefrost, A.W.O.T.).

## Участники группы

### Настоящий состав
- Rutarp — вокал (с 1997), клавишные (с 2013)
- Shaddar — гитара (с 1997)
- Anima — ударные (с 2011)
- Romulus — бас-гитара, вокал (с 2012)
- Adele Ri — женский вокал (с 2012)

### Сессионные участники
- Jonny Maudling (Bal-Sagoth, ex-My Dying Bride) — клавишные, оркестр в альбоме Ordo Bellictum Satanas (2010).
- Nera (Darzamat) — женский вокал в песне Credo Flaming Rain (2010).
- RADA — женский вокал в песне Credo Revolution (2010), Tak Kurwa (2011) и Sweet Suicide (2012).
- Novy (ex-Behemoth, ex-Vader, Dies Irae…) — бас-гитара в песне Credo Insanity (Intoxicated).
- Iscariah (ex-Immortal, Dead To This World, Necrophagia) — вокал в песне Credo Dead To This World.
- Vrangsinn (Carpathian Forest, A Waste of Talent) — сплит-трек Credo Vrangsinn.

### Бывшие участники
- Monolith — ударные
- Witch A. — женский вокал
- Morthvarg — гитара (1997—2005)
- Shamala — клавишные (1997—2005)
- Kirkill — бас-гитара (1997—2007)
- Equinox — ударные (1997—2007)
- Erland — ударные (2007—2010)
- Hannibal — вокал (2007—2012)
- Fordervelse — ударные (2010—2011)

## Дискография
- 2004 — Attack on God (More Hate Productions/Deathgasm Records)
- 2006 — Satanogenesis (Deathgasm Records)
- 2007 — Manifest (Deathgasm Records)
- 2010 — Ordo Bellictum Satanas (Twilight-Vertrieb)
- 2012 — Satanic Pop Metal (Twilight-Vertrieb)
- 2014 — Love
- 2014 — Killer Dance
- 2018 — New Era
- 2020 — Radiance
- 2021 — Overcome Your Fears (Single)
- 2021 — Favorite Nightmare (Single)
- 2021 — Bitcoin (Single)
- 2021 — I Love Cyberpunk (Single)
- 2021 — Scary Movie (New Single)))
- 2021 — A New Reality (Single)
- 2021 — Parting Lines (Single)
- 2021 — Morocco (Single)
- 2021 — Lost Control (Single)
- 2022 — Full Moon Forever (Single)
- 2022 — Kali Yuga (Single)
- 2022 — Introduction (Single)
- 2022 — Ballet Alpha (Single)
- 2022 — Death (Single)
- 2022 — New War (Single)
- 2022 — Equinox Circle (Single)
- 2022 — Obscurity (Single)
- 2022 — Living and the Dead (Single)
- 2022 — Devil is in the details (Single)
- 2022 — Happy Buddha (Single)
- 2022 — Big Conflict (Single)
- 2022 — Sacramental (Single)
- 2022 — Inner Voice (Single)
- 2022 — Deep Focus (Single)
- 2022 — Logics (Single)
- 2022 — My Gun (Single)
- 2022 — Cocainaaa (Single)
- 2022 — Mesozoic (Single)
- 2022 — Think I’m Dead (Single)
- 2022 — Dark Garage (Single)
- 2022 — My Queen Victoria (Single)
- 2022 — Everybody X (Single)
- 2022 — Colony (Single)
- 2022 — Greenland (Single)
- 2022 — Walking Dead (Single)
- 2022 — Music Room (Single)
- 2023 — Zodiac SK (Single)
- 2023 — Tag (Single)
- 2023 — Phoenix (Single)
- 2023 — Tesla O (Single)

## Видео
- 2008 — Selection
- 2010 — Credo Revolution
- 2011 — Credo Flaming Rain
- 2011 — Tak, Kurwa (Fucking yes)
- 2012 — God Is Not Love
- 2013 — Discolove
- 2014 — Poison
- 2015 — Give Me a Reason
- 2015 — Halloween Horror (Official Live)
- 2016 — Held
- 2021 — Meditation And Whiskey
- 2021 — Favorite Nightmare
- 2021 — Overcome Your Fears
- 2021 — I Love Cyberpunk